# Minski Sawod Koljosnych Tjagatschei
Minski Sawod Koljosnych Tjagatschei (russisch Минский завод колёсных тягачей; kurz MZKT; belarussisch Мінскі завод колавых цягачоў, Minski sawod kolawych zjahatschou, zu Deutsch Minsker Fabrik für Radschlepper) ist ein belarussischer Fahrzeughersteller mit Hauptsitz in Minsk. Das Unternehmen ist spezialisiert auf die Produktion schwerer Lkw.

## Geschichte

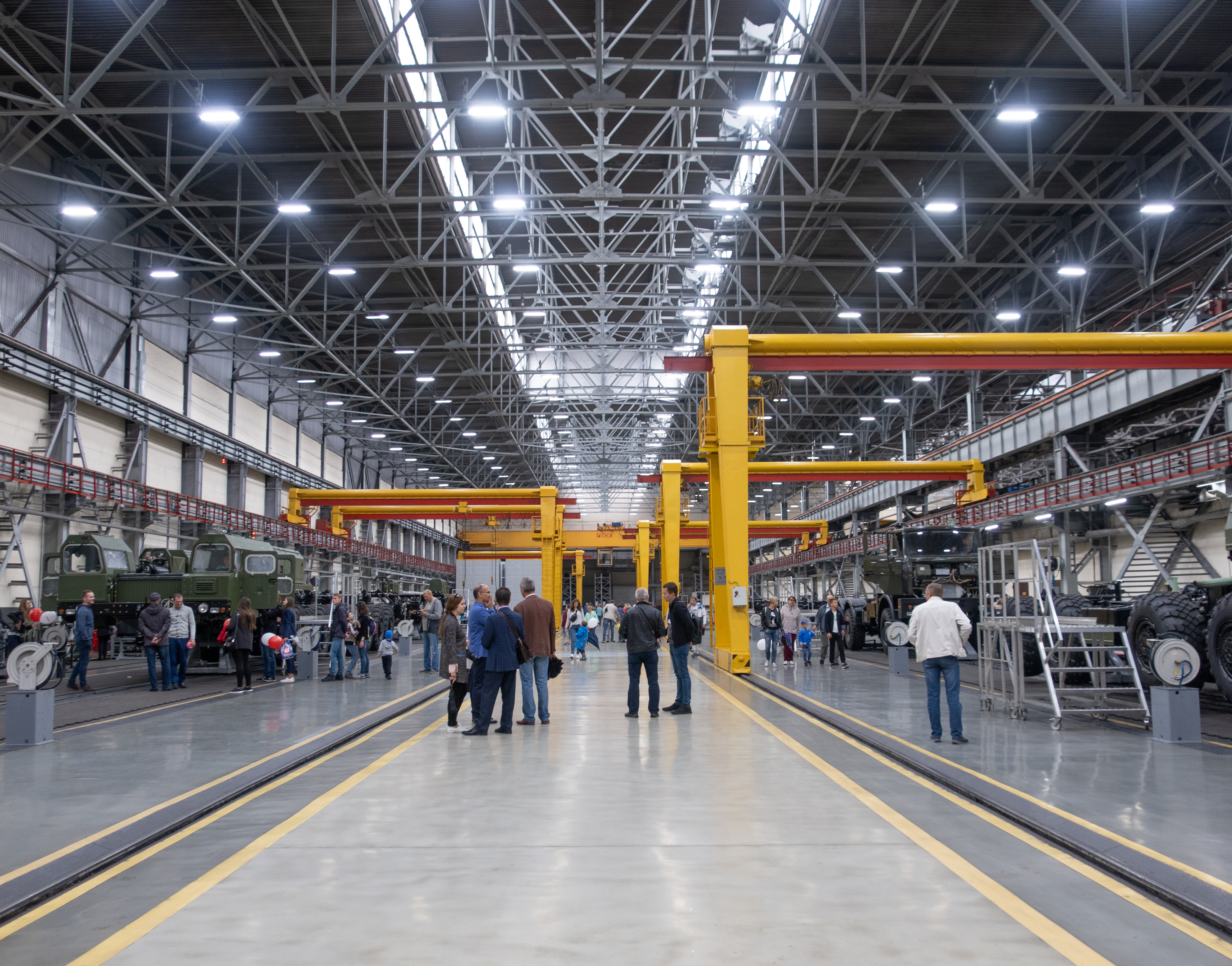
Montagewerkstatt

Obwohl das Unternehmen erst 1991 gegründet wurde, reichen die Wurzeln des Betriebs weit in die Geschichte der Sowjetunion zurück. MZKT ging 1991 aus dem ebenfalls belarussischen Fahrzeughersteller MAZ hervor, der eine Spezialabteilung unterhielt, die ausschließlich schwere Lkw für militärische Verwendungszwecke herstellte. Bekannteste Produkte sind beispielsweise die Zugmaschinen MAZ-535, MAZ-537 (je nur kurz dort gebaut, Fertigung an KZKT abgegeben) und der MAZ-543, die entweder mobile Raketenabschussfahrzeuge oder Schwerlasttransporter für Panzer und Raketen waren. Mit dieser Erfahrung begann das neu gegründete Unternehmen MZKT im Jahr 1991 mit einem Programm geländegängiger Spezialfahrzeuge, Kranfahrzeuge, Militärfahrzeuge, Ölfeldfahrzeuge und Schwerlastzugmaschinen zu bauen. Die Produkte werden unter dem Markennamen Volat (russisch Волат) vertrieben. Obwohl der Bedarf an derartigen Fahrzeugen in den Nachfolgestaaten der ehemaligen Sowjetunion relativ groß ist, werden jährlich nur etwa 100 Lkw produziert. Mit Stand 2018 bezog MZKT Motoren und Getriebe unter anderem von diversen westlichen Zulieferern wie z. B. Daimler-Benz, Deutz, Caterpillar, Allison Transmission, Cummins und Paccar. Diese wurden sowohl bei zivilen als auch militärischen Fahrzeugen des Herstellers eingesetzt. In den restlichen Fahrzeugen kamen hauptsächlich Motoren aus dem russischen Jaroslawski Motorny Sawod zum Einsatz.
Am 17. Dezember 2020 wurde MZKT in die Sanktionsliste der Europäischen Union aufgenommen. Das Vereinigte Königreich und die Schweiz haben das Unternehmen ebenfalls sanktioniert. Im Jahr 2022 wurden MZKT, sein Direktor Aljaksej Rymascheuski und sein stellvertretender Direktor Aljaksandr Wjezjanjewitsch in die Specially-Designated-Nationals-and-Blocked-Persons-Liste der Vereinigten Staaten sowie in die Sanktionslisten des Vereinigten Königreichs, Australiens, Kanadas, Neuseeland und der Ukraine aufgenommen. Darüber hinaus hat Japan Sanktionen gegen das MZKT verhängt.

## Modelle

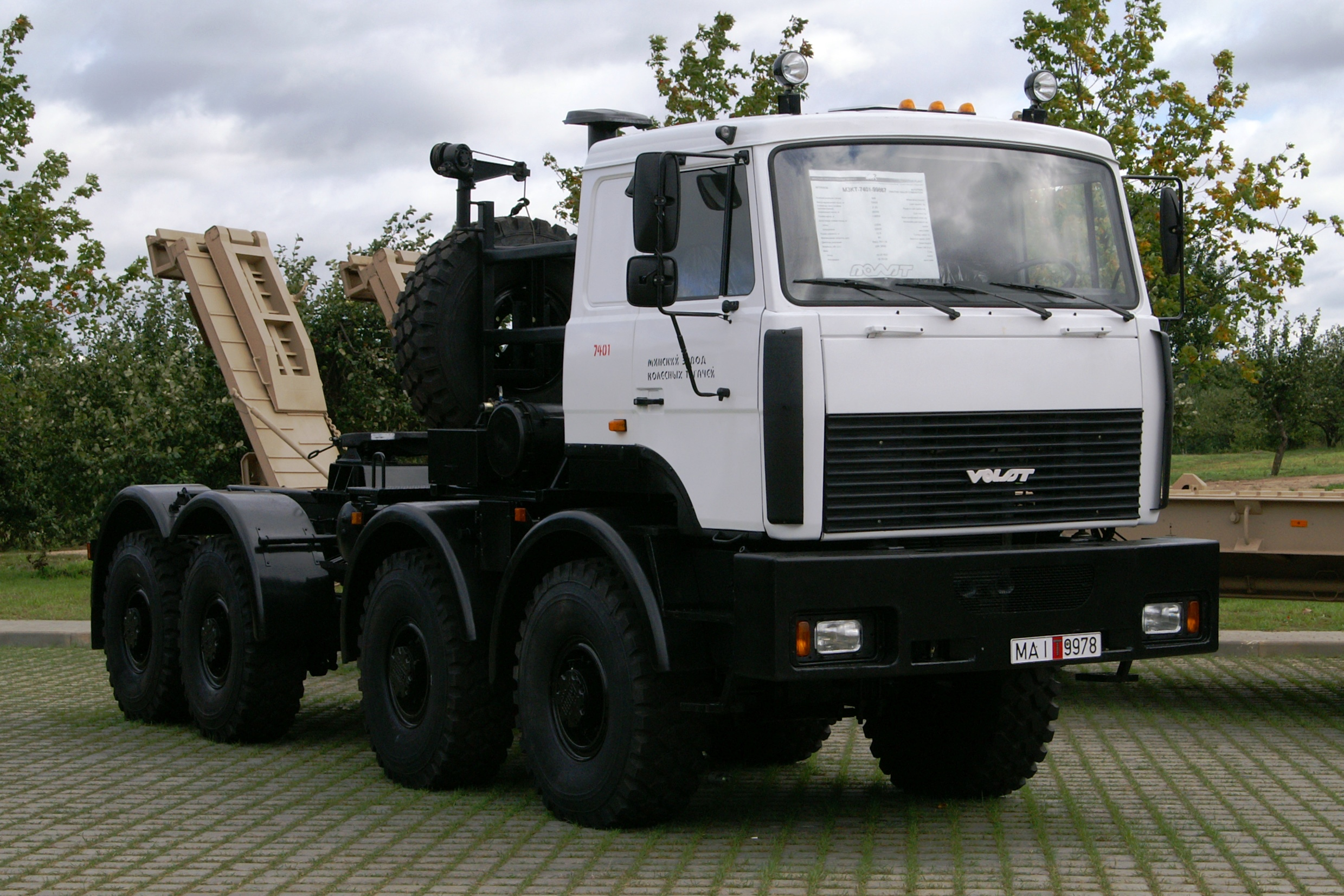
MZKT-7401

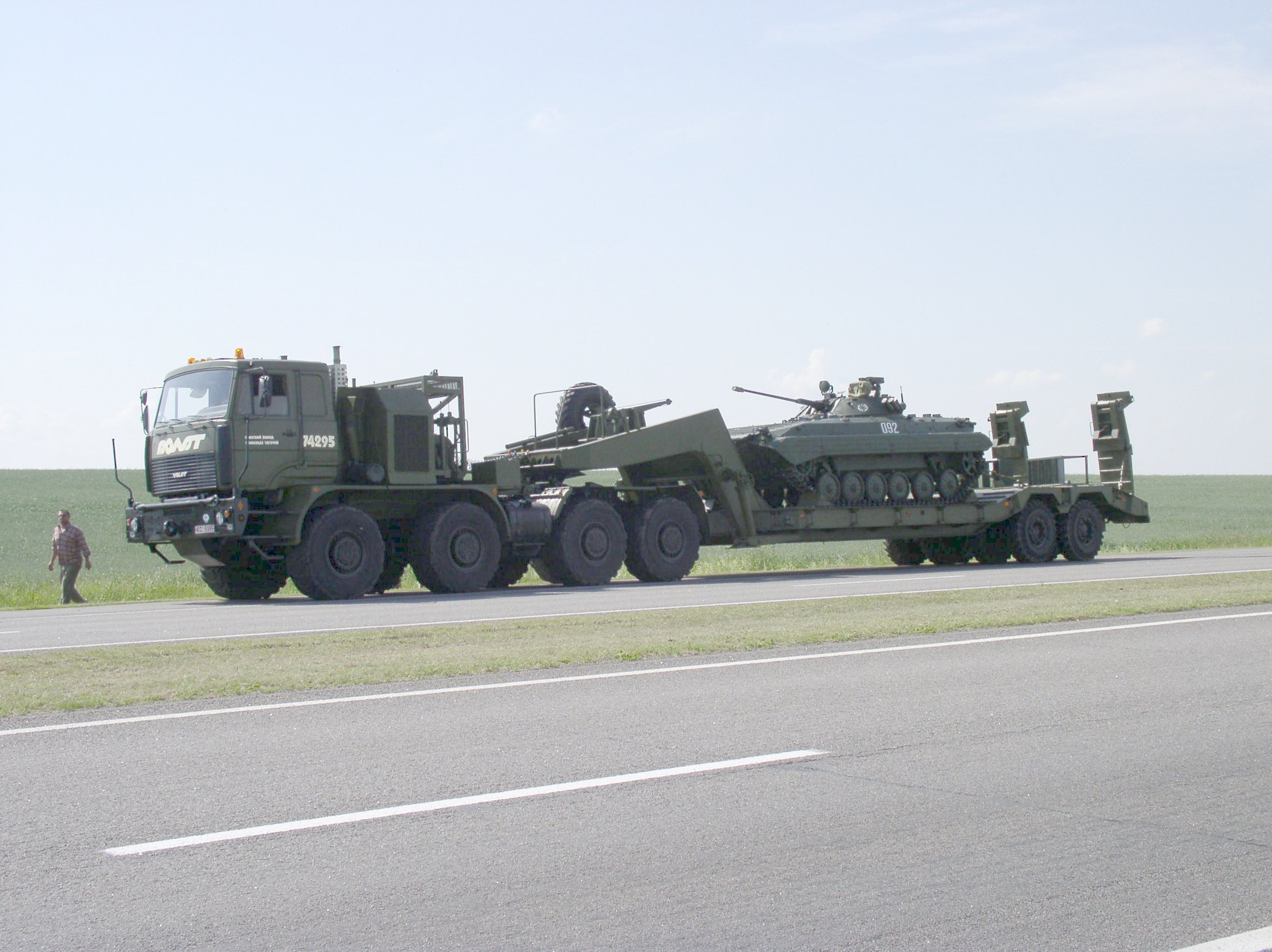
MZKT-742952+93783 beim Transport eines BMP-2

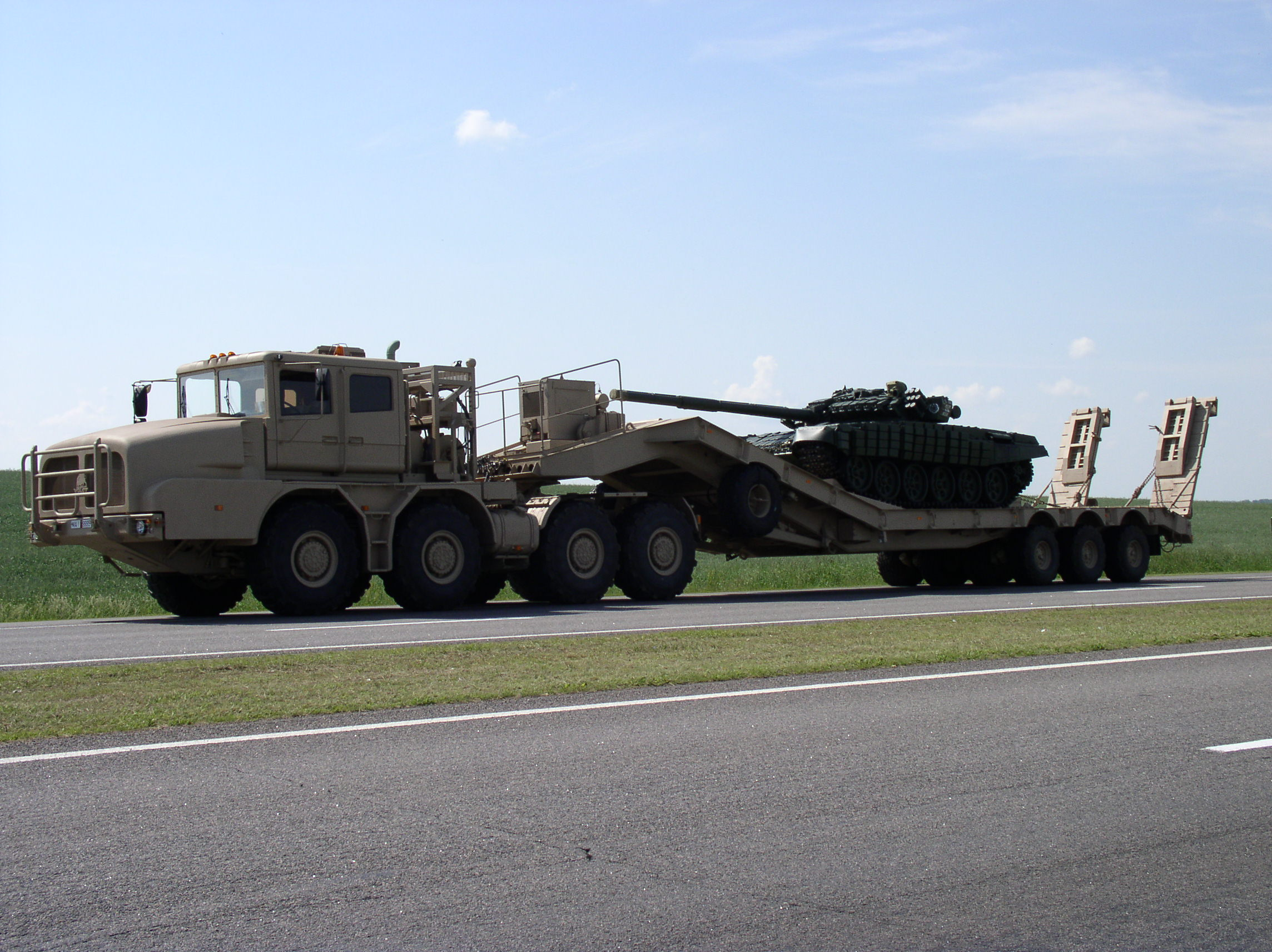
MZKT-74135+99942 beim Transport eines T-72

Die nachfolgende Liste erhebt keinen Anspruch auf Vollständigkeit.

### Zugmaschinen
- MZKT-692374 – Schwere Zugmaschine (Antriebsformel 8×4) für Lastzüge bis 88 Tonnen
- MZKT-7401 – Schwere Sattelzugmaschine mit Allradantrieb (8×8), für Lastzüge bis 86 Tonnen
- MZKT-7402 – Zugmaschine (8×8) mit Ballastpritsche für Zuggesamtgewichte bis 190 Tonnen
- MZKT-74131 – Sattelzugmaschine (8×8) mit Allradantrieb, mit Sattelauflieger MZKT-99867 für Lastzüge bis 130 Tonnen
- MZKT-74132 – Zugmaschine (8×8) mit Ballastpritsche für Zuggesamtgewichte bis 142 Tonnen
- MZKT-741331 – Sattelzugmaschine (8×8) mit Sattelauflieger MZKT-99867 für Sattelzüge bis 124 Tonnen Gesamtgewicht
- MZKT-74135 – Schwere Langhauber-Sattelzugmaschine (8×8) mit Sattelauflieger MZKT-99942, mit zusätzlichem Anhänger bis 205 Tonnen Zuggewicht
- MZKT-741351 – Schwere Sattelzugmaschine (8×8) mit Sattelauflieger MZKT-MZKT-999421, mit zusätzlichem Anhänger bis 210,8 Tonnen Zuggewicht
- MZKT-741600 – Schwere Zugmaschine mit Ballastpritsche (8×8), 600 PS Leistung, Zuggesamtgewicht bis 250 Tonnen
- MZKT-74171 – Sattelzugmaschine im Langhauberdesign (6×6), Gesamtgewicht Sattelzug bis 70 Tonnen
- MZKT-74173 – wie MZKT-74171
- MZKT-7429 – Allradgetriebene Sattelzugmaschine (8×8), mit Sattelauflieger MZKT-9378 bis 88 Tonnen Gesamtgewicht Sattelzug
- MZKT-742952 – Sattelzugmaschine (8×8), mit Auflieger MZKT-93783 bis 95,5 Tonnen Gesamtgewicht Sattelzug, für militärische Zwecke
- MZKT-742953 – Sattelzugmaschine (8×8), mit Auflieger MZKT-99943 bis 124 Tonnen Zuggesamtgewicht, neues Fahrerhaus, für militärische Zwecke
- MZKT-74296 – Sattelzugmaschine (8×8), mit Auflieger MZKT-93782 bis 104,5 Tonnen Zuggesamtgewicht, neues Fahrerhaus, für militärische Zwecke
- MZKT-750440 – Allradgetriebene Zugmaschine (8×8), 462 PS und 90 Tonnen Gesamtgewicht Sattelzug
- MZKT-79096 – Allradgetriebene Zugmaschine (8×8), mit Sattelauflieger für Pipelinerohre, 50 Tonnen Nutzlast

### Fahrgestelle, Pritschenwagen und Spezialfahrzeuge

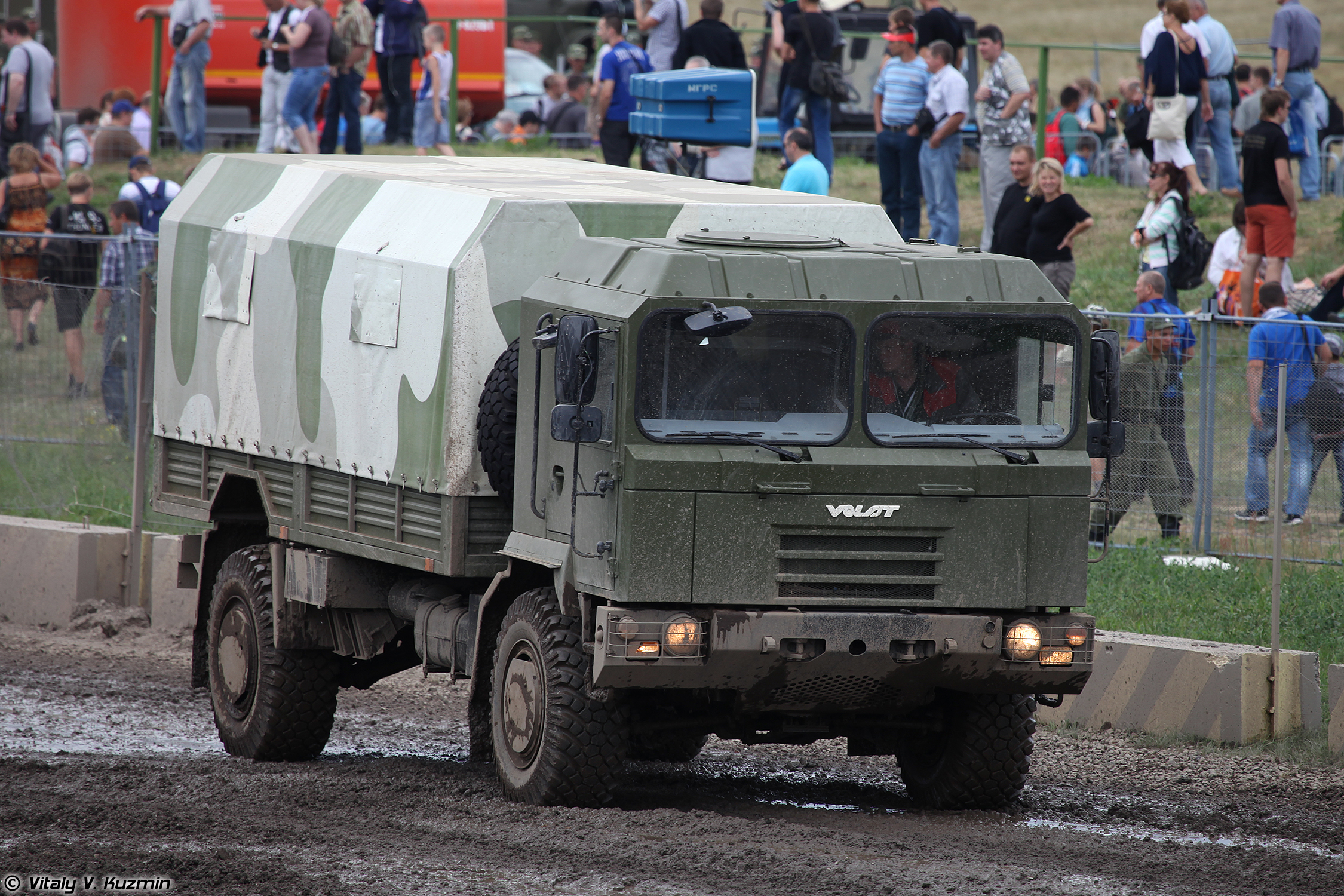
MZKT-5002 auf einer russischen Messe (2014)

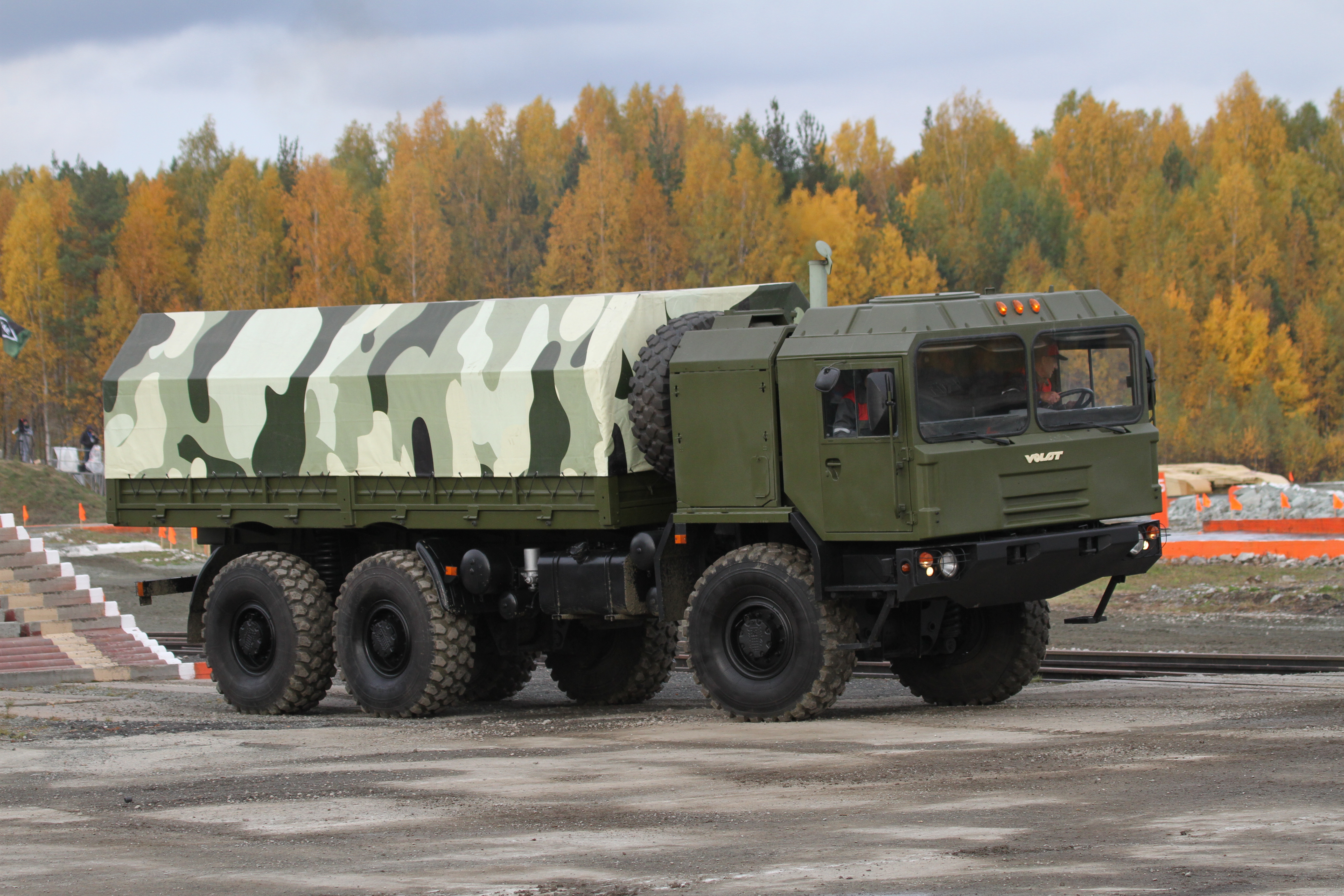
MZKT-6001 auf einer russischen Messe (2013)

MZKT-652720 als Transportfahrzeug für eine Drohne (2017)

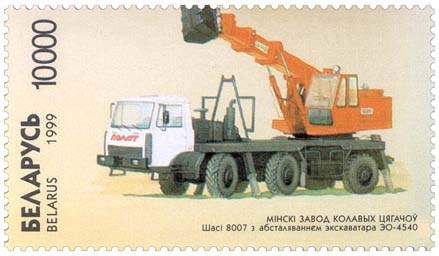
MZKT-8007 auf einer belarussischen Briefmarke (1999)

- MAZ-543М – Fahrgestell für militärische Zwecke, vierachsig, Allradantrieb (8×8), 22,4 Tonnen Zuladung
- MZKT-5002 – Pritsche und Fahrgestell, Zweiachser mit Allradantrieb (4×4), drei Tonnen Zuladung
- MZKT-6001 – Dreiachser mit Pritsche und Allradantrieb (6×6), bis 12,5 Tonnen Nutzlast
- MZKT-6003 – Spezialfahrgestell für Vibroseis-Technik, zweiachsig mit Allradantrieb (4×4), 10,2 Tonnen Nutzlast
- MZKT-652511 – Dreiachsiges Fahrgestell, Langhauber mit Allradantrieb (6×6), hauptsächlich für Kipperaufbauten genutzt
- MZKT-652513 – Dreiachsiges Fahrgestell, Langhauber mit Allradantrieb (6×6), 14,6 Tonnen Zuladung bei 400 PS
- MZKT-65271 – Fahrgestell (8×8) mit 12,6 Meter Gesamtlänge und 46 Tonnen Gesamtgewicht, kurzer Radstand der mittleren Achsen (4750 mm)
- MZKT-652712 – Fahrgestell ohne Aufbau (8×8), Gesamtlänge 12,6 m, knapp 30 Tonnen Nutzlast. Konzipiert für die Öl- und Gasindustrie
- MZKT-6903 – Holztransporter ohne Allradantrieb (8×4), im Verbund mit Anhänger MZKT-61011 knapp 40 Tonnen Nutzlast
- MZKT-690610 – Dreiachsiges Fahrgestell mit Allradantrieb (6×6), 13 Tonnen Nutzlast und 330 PS
- MZKT-6922 – Dreiachsiges Fahrgestell (6×6) für Militärtechnik, insbesondere als Raketenstartfahrzeug konzipiert, bis 14 t Nutzlast
- MZKT-69225 – Vierachsiges Fahrgestell (8×8) für Militärtechnik, insbesondere als Raketenstartfahrzeug konzipiert, bis 17,3 t Nutzlast
- MZKT-6923 – Fahrgestellvariante der Zugmaschine MZKT-692374, ohne Allradantrieb (8×4)
- MZKT-69234 – Kranunterwagen für Mobilkran KS-6476, ohne Allradantrieb (8×4)
- MZKT-692371 – Vierachsiger Fahrmischer ohne Allradantrieb (8×4), 18 Tonnen Zuladung, 400 PS
- MZKT-692372 – Vierachsiges Wechselladerfahrzeug ohne Allradantrieb (8×4), 360 PS, 17,2 Tonnen Nutzlast
- MZKT-700600 – Fahrgestell, Vierachser ohne Allradantrieb (8×4), 30,3 Tonnen Nutzlast, 400 PS Leistung
- MZKT-700610 – Autobetonpumpe, Vierachser ohne Allradantrieb (8×4), 30,2 Tonnen Nutzlast, 412 PS Leistung
- MZKT-700650 – Autobetonpumpe, Fünfachser ohne Allradantrieb (10×4), 37 Tonnen Nutzlast, 476 PS Leistung
- MZKT-700700 – Fahrgestell für Öl- und Gastechnik, Vierachser mit Allradantrieb (8×8), 29,5 t Nutzlast, 410 PS
- MZKT-730100 – Pritschenwagen, Vierachser mit Allradantrieb (8×8), 24 t Nutzlast, 400 PS
- MZKT-741316 – Fahrgestellversion des MZKT-7413 (siehe oben), Allradantrieb (8×8) 50 Tonnen Nutzlast und 650 PS
- MZKT-79081 – Fahrgestell zur Montage von Kränen und anderer Technik, Vierachser mit Allradantrieb (8×8)
- MZKT-79091 – Fahrgestell, 650 PS und 55,2 Tonnen Nutzlast, sechs Achsen und Allradantrieb (12×12)
- MZKT-79092 – Fahrgestell zur festen Montage von Technik, Vierachser mit Allradantrieb (8×8)
- MZKT-790976 – Fahrgestell, Vierachser mit Allradantrieb (8×8), 45 Tonnen Nutzlast und 550 PS
- MZKT-791300 – Holztransporter, Vierachser mit Allradantrieb (8×8), 20 Tonnen Nutzlast und 544 PS
- MZKT-79221 – schweres Allrad-Fahrgestell mit acht Achsen (16×16), für militärische Zwecke gebaut
- MZKT-7930 – modernisierte Version des MAZ-543M mit 500 PS
- MZKT-79306 – Exportvariante des MZKT-7930 mit Deutz-Motor
- MZKT-8006 – dreiachsiges Fahrgestell ohne Allradantrieb (6×4)
- MZKT-8007 – Dreiachser mit Allradantrieb (6×6), Fahrgestell zur Montage von Mobilbaggeraufbauten
- MZKT-80071 – vierachsige Version des MZKT-8007
- MZKT-8021 – Dreiachser mit Allradantrieb (6×6), Fahrgestell für militärische Aufbauten
- MZKT-80211 – verkürtze Variante des MZKT-8021
- MZKT-8022 – zweiachsige Variante des MZKT-8021, ebenfalls für militärische Zwecke und mit Allradantrieb (4×4)

### Kranunterwagen und Ölfeldfahrzeuge

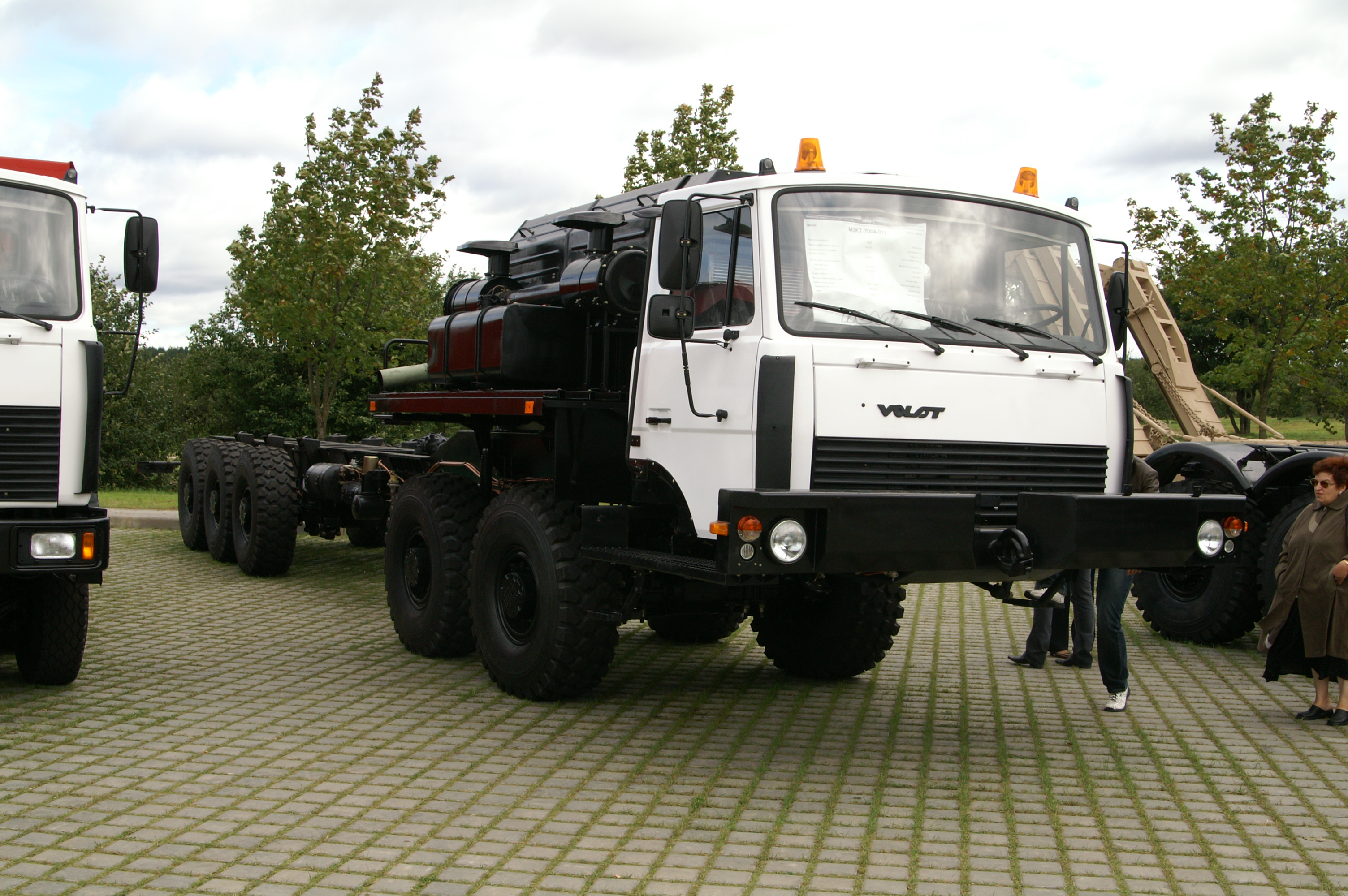
MZKT-7004 in Minsk (2006)

- MZKT-652715 – Kranunterwagen mit Allradantrieb und vier Achsen (8×8), 31,5 Tonnen Nutzlast und 412 PS
- MZKT-652716 – Bohrturmfahrgestell mit vier angetriebenen Achsen (8×8), 30,8 Tonnen Nutzlast und 400 PS
- MZKT-700300 – Bohrturmfahrgestell mit sechs angetriebenen Achsen (12×12), 45,5 Tonnen Nutzlast und 470 PS
- MZKT-700400 – Bohrturmfahrgestell mit fünf Achsen ohne Allradantrieb (10×8), 40 Tonnen Nutzlast und 482 PS
- MZKT-700800 – Bohrturmfahrgestell mit vier angetriebenen Achsen (8×8), 28,5 Tonnen Nutzlast und 475 PS
- MZKT-740001 – Kranunterwagen, Fünfachser ohne Allradantrieb (10×4), 44 Tonnen Zuladung und 412 PS
- MZKT-750001 – Kranunterwagen, Fünfachser mit Allradantrieb (10×10), 59 Tonnen Nutzlast und 420 PS
- MZKT-750110-110 – Kranunterwagen, Vierachser ohne Allradantrieb (8×4), 30,1 Tonnen Nutzlast, 412 PS
- MZKT-750110-120 – Kranunterwagen, Vierachser ohne Allradantrieb (8×4), 33 Tonnen Nutzlast, 412 PS
- MZKT-750120 – Kranunterwagen, Fünfachser ohne Allradantrieb (10×4), 41,1 Tonnen Nutzlast bei 412 PS
- MZKT-790900 – mit Allradantrieb (10×10), 38 Tonnen Nutzlast und 470 PS
- MZKT-791910 – Ölfeldfahrzeug mit sechs Achsen und Allradantrieb (12×12), 55,2 Tonnen Nutzlast und 650 PS
- MZKT-800300 – Bohrturmfahrgestell mit sechs angetriebenen Achsen (12×12), 44 Tonnen Nutzlast und 550 PS
- MZKT-800500 – Ölfeldfahrzeug mit sieben Achsen und Allradantrieb (14×14), 56 Tonnen Nutzlast, 2×580 PS
- MZKT-800770 – Bohrturmfahrgestell mit drei angetriebenen Achsen (6×6), 32 Tonnen Nutzlast und 412 PS

### Kipper

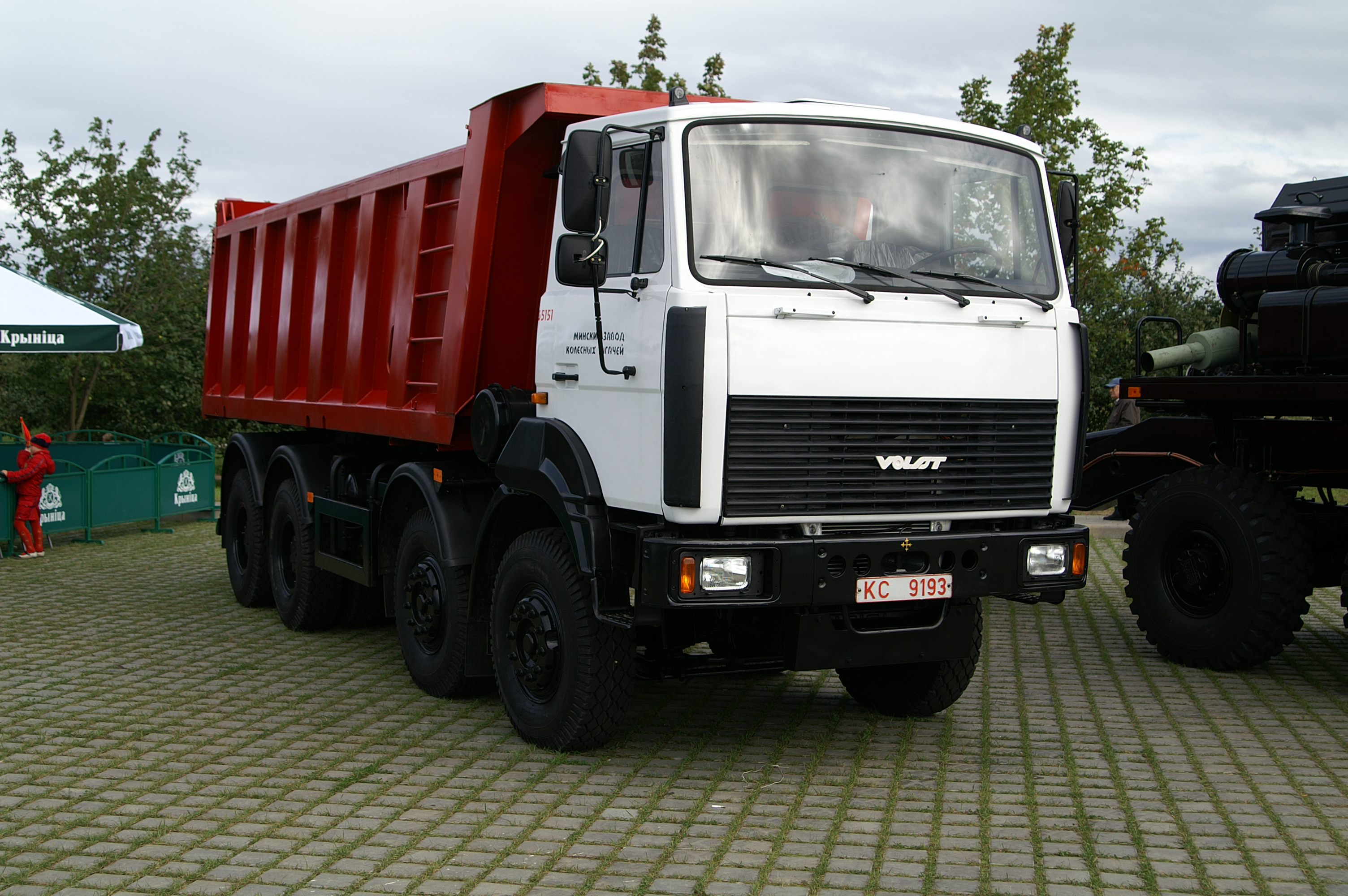
MZKT-65151

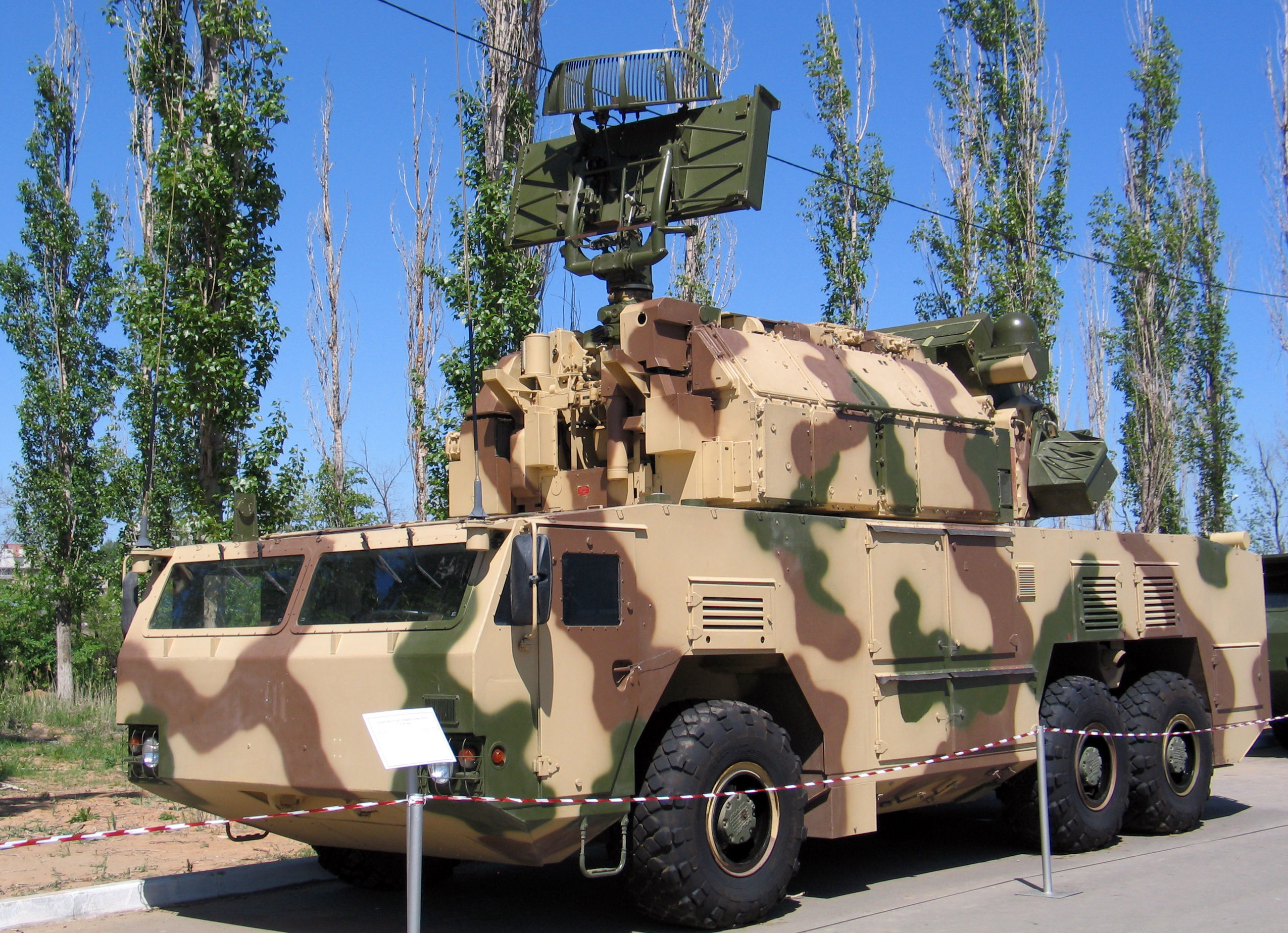
MZKT-6922 als Basisfahrzeug für das 9K332 Tor-M2-Flugabwehrsystem

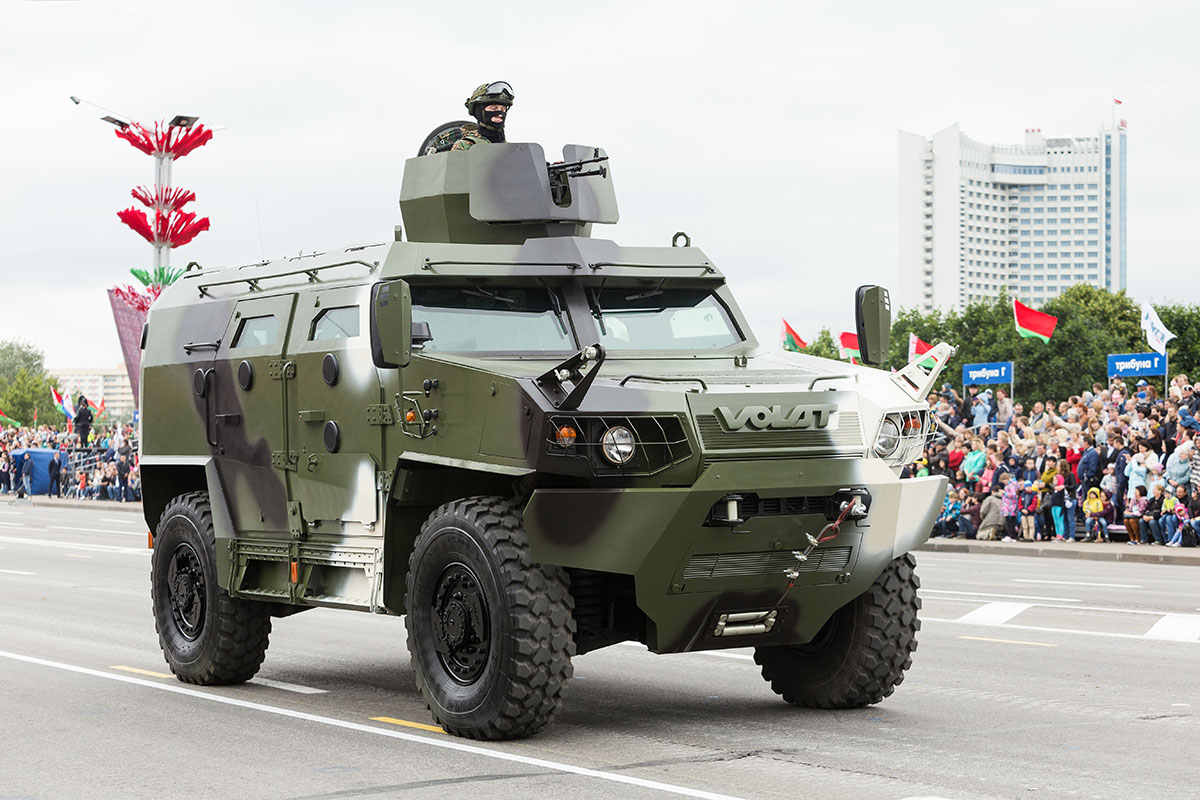
MZKT-490100 in Minsk (2017)

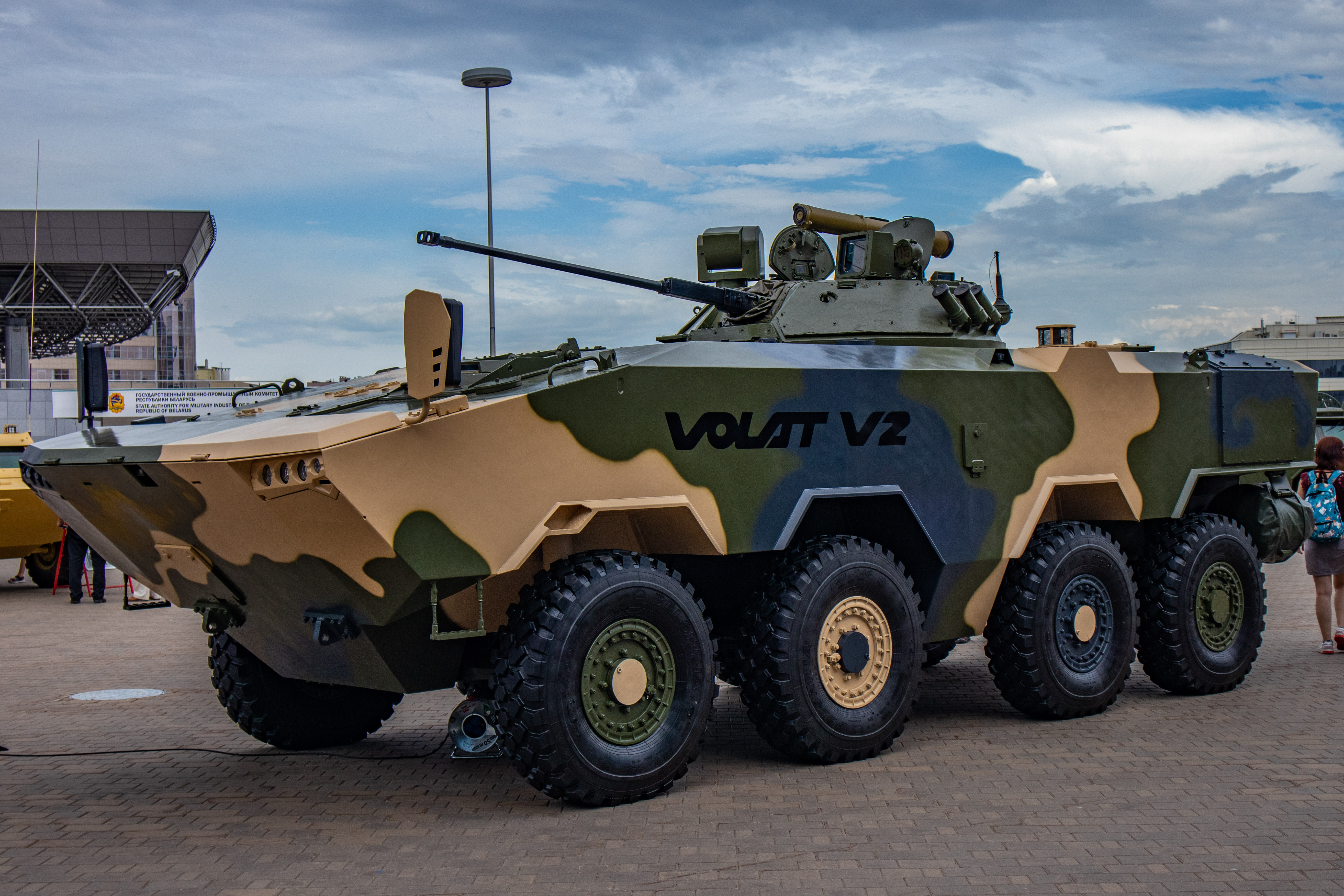
MZKT-690003 (Volat V2) in Minsk (2021)

- MZKT-6515 – Vierachsiger Kipper ohne Allradantrieb (8×4) für 30 Tonnen Zuladung und mit 400 PS
- MZKT-65151 – Vierachsiger Kipper ohne Allradantrieb (8×4) für 30 Tonnen Zuladung und mit 400 PS, gebaut seit 2000
- MZKT-65158 – Vierachsiger Kipper ohne Allradantrieb (8×4) für 25 Tonnen Zuladung, V8-Diesel mit 330 PS
- MZKT-652511 – Dreiachsiger Kipper mit Allradantrieb (6×6) als Langhauber, gebaut seit 2001, 400 PS bei 37 Tonnen Gesamtgewicht
- MZKT-6527 – Vierachser mit Allradantrieb (8×8), 27 Tonnen Zuladung bei 400 PS
- САТ-134+135 (MZKT-65152+80162) – Hängerzug, Zugfahrzeug wie Hänger als Dreiseitkipper ausgerüstet
- MZKT-7501 – Vierachsiger Kipper ohne Allradantrieb (8×4) für 32 Tonnen Zuladung und mit 412 PS
- MZKT-7505 – Vierachsiger Kipper ohne Allradantrieb (8×4) für 32 Tonnen Zuladung und mit 460 PS
- MZKT-75165 – Muldenkipper, Vierachser mit Allradantrieb (8×8), 24,5 Tonnen Zuladung bei 470 PS
- MZKT-79011 – Vierachser mit Allradantrieb (8×8), 18 Tonnen Zuladung bei 400 PS

### Tieflader und andere Anhänger
- MZKT-5247D –  Sattelauflieger, Tieflader mit 2 Achsen und 50 Tonnen Nutzlast
- MZKT-720200 – Sattelauflieger, Tieflader mit 3 Achsen und 45 Tonnen Nutzlast
- MZKT-80161 – Dreiachsiger Anhänger, 27 Tonnen Gesamtgewicht, 20 Tonnen Nutzlast
- MZKT-820100 – Sattelauflieger, Tieflader mit 4 Achsen und 63 Tonnen Nutzlast
- MZKT-820200 – Sattelauflieger, Tieflader mit 5 Achsen und 50 Tonnen Nutzlast
- MZKT-8372 – Anhänger, Tieflader mit 4 Achsen und 65 Tonnen Nutzlast, 2 Achsen gelenkt
- MZKT-900110 – Nachläufer für den Transport von Pipelinerohren mit 2 Achsen und 29 Tonnen Nutzlast
- MZKT-900130 – Nachläufer für den Transport von Pipelinerohren mit 2 Achsen und 36 Tonnen Nutzlast
- MZKT-9378 – Sattelauflieger, Tieflader mit 2 Achsen und 56 Tonnen Nutzlast
- MZKT-99867 –  Sattelauflieger, Tieflader mit 2 Achsen und 70 Tonnen Nutzlast
- MZKT-99882 – Sattelauflieger, Tieflader mit 2 Achsen und 33,7 Tonnen Nutzlast
- MZKT-998910 – Sattelauflieger, Tieflader mit 3 Achsen und 50 Tonnen Nutzlast
- MZKT-999450 – Sattelauflieger, Tieflader mit 6 Achsen und 73 Tonnen Nutzlast
- MZKT-999451 – Sattelauflieger, Tieflader mit 5 Achsen und 64 Tonnen Nutzlast
- MZKT-999453 – Sattelauflieger, Tieflader mit 3 Achsen und 46 Tonnen Nutzlast

### Gepanzerte Fahrzeuge
- MZKT-490100 (Volat V1) – Geschütztes Fahrzeug für bis zu sechs Personen, Allradantrieb (4×4)
- MZKT-690003 (Volat V2) – Mannschaftstransportwagen, Allradantrieb (8×8), 30-mm-Kanone 2A42